# Arthur Degner
Arthur Degner (* 2. März 1888 in Gumbinnen, Ostpreußen; † 7. März 1972 in Berlin) war ein deutscher Maler, Grafiker und Bildhauer.

## Leben
Degner studierte zwischen 1906 und 1908 an der Kunstakademie Königsberg bei Ludwig Dettmann und Otto Heichert. 1909 kam er nach einem Aufenthalt in München nach Berlin. 1912 stellte er dort in der Galerie von Paul Cassirer aus, auf dessen Anregung hin er 1910 nach Paris gereist war. Außer Cassirers fand er die Förderung von Lovis Corinth und Max Liebermann. Im Ersten Weltkrieg leistete er von 1914 bis 1918 Sanitätsdienst. 1919 wurde er Vorstand der Freien Secession, deren Mitglied er seit 1911 war. Er war auch Mitglied des Deutschen Künstlerbunds, des Reichsverbands bildender Künstler und des Deutschen Werkbunds. 1920 wurde er an die Akademie Königsberg berufen. 1925 kehrte er nach Berlin zurück, wo er an der Hochschule für Bildende Künste (HBK) lehrte. Von 1931 bis 1933 war er Vorsitzender der Berliner Secession. Nach der Machtergreifung der Nationalsozialisten wurde er mit Arbeits- und Ausstellungsverbot belegt. Diese in einschlägigen Lexika enthaltene Angabe steht im Widerspruch zu der Tatsache, dass Degner bis mindestens Ende 1940 an nachweislich 21 Ausstellungen beteiligt war. Der Villa-Romana-Preis des Deutschen Künstlerbundes ermöglichte ihm 1936 einen Studienaufenthalt in Florenz, und 1937 wurde er Mitglied der Vereinigung Berliner Künstler. 1937 wurde in der Aktion „Entartete Kunst“ aus öffentlichen Sammlungen nachweislich drei seiner Bilder beschlagnahmt und vernichtet. 1939 wurde er aus der Reichskulturkammer ausgeschlossen und sechs seiner Werke als „entartet“ beschlagnahmt. Als sein Atelier mit 300 Gemälden zerstört wurde, siedelte er 1943 nach Schlesien über. 1944 wurde der damals 56-Jährige zu Schanzarbeiten in Polen verpflichtet.
Nach Kriegsende wurde er von Karl Hofer wieder an die HBK geholt.  1956 wurde er dort emeritiert.

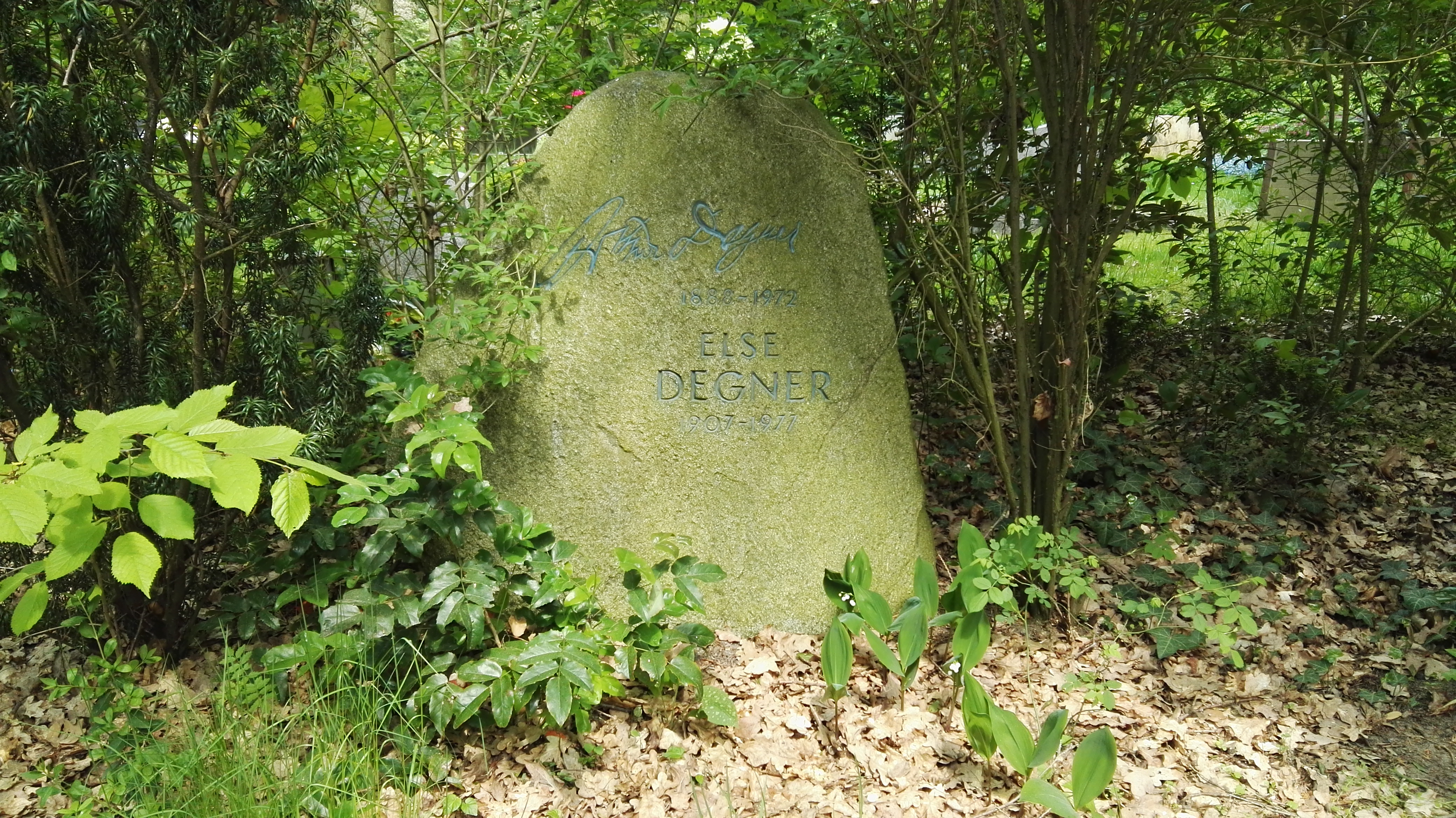
Grabstätte

Er ist auf dem Heidefriedhof in Berlin bestattet.

## Auszeichnungen
- Albrecht-Dürer-Preis der Stadt Nürnberg (1929)
- Villa-Romana-Preis des Deutschen Künstlerbundes (1936)
- Bundesverdienstkreuz am Bande (25. November 1969)[6]
- Kulturpreis der Landsmannschaft Ostpreußen (1969)

## 1937 als „entartet“ aus öffentlichen Sammlungen beschlagnahmte und vernichtete Werke
- Ostpreußische Landschaft (Öl auf Leinwand, 80,2 × 98,7 cm, Kunstsammlungen der Stadt Königsberg)
- Damenbildnis (Öl auf Leinwand, Städtische Galerie Nürnberg)
- Ostpreußische Landschaft (Öl auf Leinwand, Museum für Kunst und Kunstgewerbe Stettin)

## Ausstellungen nach 1945 (unvollständig)
- 1945/1946:  Berlin, vom Kulturbund zur Demokratischen Erneuerung Deutschlands veranstaltete Ausstellung Bildender Künstler mit einem Aquarell Landschaft in Schlesien
- 1966: Oberhausen, Städtische Galerie Schloss Oberhausen (Ölbilder, Gouachen, Graphik)
- 1968: Berlin, Rathaus Tempelhof (Ölbilder, Gouachen, Graphik)

### Postum
- 1982: Berlin, Galerie Taube
- 2017: Berlin, Galerie Kunst am Gendarmenmarkt („Arthur Degner. Wegbereiter des deutschen Expressionismus“)[7]